# Бучанська міська територіальна громада
Бучанська міська територіальна громада — територіальна громада в Україні, в Бучанському районі Київської області. Адміністративний центр — місто Буча.
Площа громади — 261,18 км², населення — 55 099 осіб (2020).
Утворена 28 вересня 2018 року, розширена 12 червня 2020 року шляхом об'єднання Бучанської міської ради обласного значення, Ворзельської селищної ради Ірпінської міськради, Бабинецької селищної ради, Блиставицької, Здвижівської, Луб'янської сільських рад Бородянського району, Гаврилівської, Синяківської сільських рад Вишгородського району та Мироцької сільської ради Києво-Святошинського району.

## Населені пункти
У складі громади 1 місто (Буча), 2 селища (Бабинці, Ворзель) і 11 сіл:
- Блиставиця
- Буда-Бабинецька
- Вороньківка
- Гаврилівка
- Здвижівка
- Луб'янка
- Мироцьке
- Раківка
- Синяк
- Тарасівщина
- Червоне

## Старостинські округи
- Бабинецький
- Блиставицький
- Ворзельський
- Гаврилівський
- Здвижівський
- Луб'янський
- Мироцький
- Синяківський

## Міста-побратими
Україна: Ковель, Тячів
Італія: Бергамо
Польща: Тушин, Пщина
Португалія: Кашкайш
Угорщина: Буча